# 兰迪·希尔茨
兰迪·希尔茨（1951年8月8日 – 1994年2月17日）是一位美国记者、作家。20世纪80年代，兰迪·希尔茨出櫃，他因而成为旧金山纪事报第一位公开承认自己是同性恋的记者。  他的著作曾被改編成電影世紀的哭泣。1985年兰迪·希尔茨被诊断出感染艾滋病毒，并于1994年因艾滋病相关疾病去世，享年42岁。